# George Armour
Pour les articles homonymes, voir Armour (homonymie).
George Armour (24 avril 1812 à Campbeltown - 13 juin 1881 à Brighton) est un homme d'affaires américain qui fonda la Armour, Dole & Co. de Chicago.

## Biographie
Il fut le premier président de la Chicago Academy of Fine Arts, qui se nomme aujourd'hui l’Art Institute of Chicago. Il présida également la Chicago Board of Trade.